# Junior-VM i orientering 2014
Junior-VM i orientering 2014 var den 25. udgave af juniorverdensmesterskabet i orientering. Det blev afviklet fra den 6.-14. juli 2014 i skisportsstedet Borovets i det vestlige Bulgarien.

## Resultater

### Herrer

#### Sprint
1. Tim Robertson,  New Zealand, 14:41 min
2. Piotr Parfianowicz,  Polen, 14:47 min
3. Anton Johansson,  Sverige, 14:51 min

#### Mellemdistance
1. Miika Kirmula,  Finland, 28:58 min
2. Riccardo Scalet,  Italien, 30:19 min
3. Olli Ojanaho,  Finland, 30:29 min

#### Langdistance
1. Anton Johansson,  Sverige, 1:15:17 time
2. Assar Hellström,  Sverige, 1:16:18 time
3. Marek Minár,  Tjekkiet, 1:18:45 time

#### Stafet
1. Sverige (Assar Hellström, Simon Hector og Anton Johansson), 1:36:30 time
2. Tjekkiet (Ondrej Semík, Jonás Hubácek og Marek Minár), 1:36:40 time
3. Schweiz (Jonas Egger, Tobia Pezzati og Sven Hellmüller), 1:36:43 time

### Damer

#### Sprint
1. Sara Hagström,  Sverige, 13:15 min
2. Heidi Mårtensson,  Norge, 13:20 min
3. Miri Thrane Ødum,  Danmark, 13:32 min

#### Mellemdistance
1. Sina Tommer,  Schweiz, 28:43 min
2. Sara Hagström,  Sverige, 28:43 min
3. Andrea Svensson,  Sverige, 29:56 min

#### Langdistance
1. Gunvor Hov Høydal,  Norge, 1:08:15 time
2. Sara Hagström,  Sverige, 1:08:18 time
3. Emmi Jokela,  Finland, 1:09:15 time

#### Stafet
1. Sverige (Tilda Johansson, Frida Sandberg og Sara Hagström), 1:36:30 time
2. Norge (Heidi Mårtensson, Gunvor Hov Høydal og Mathilde Rundhaug), 1:36:40 time
3. Schweiz (Paula Gross, Sina Tommer og Lisa Schubnell), 1:36:43 time